# Río Injuléts

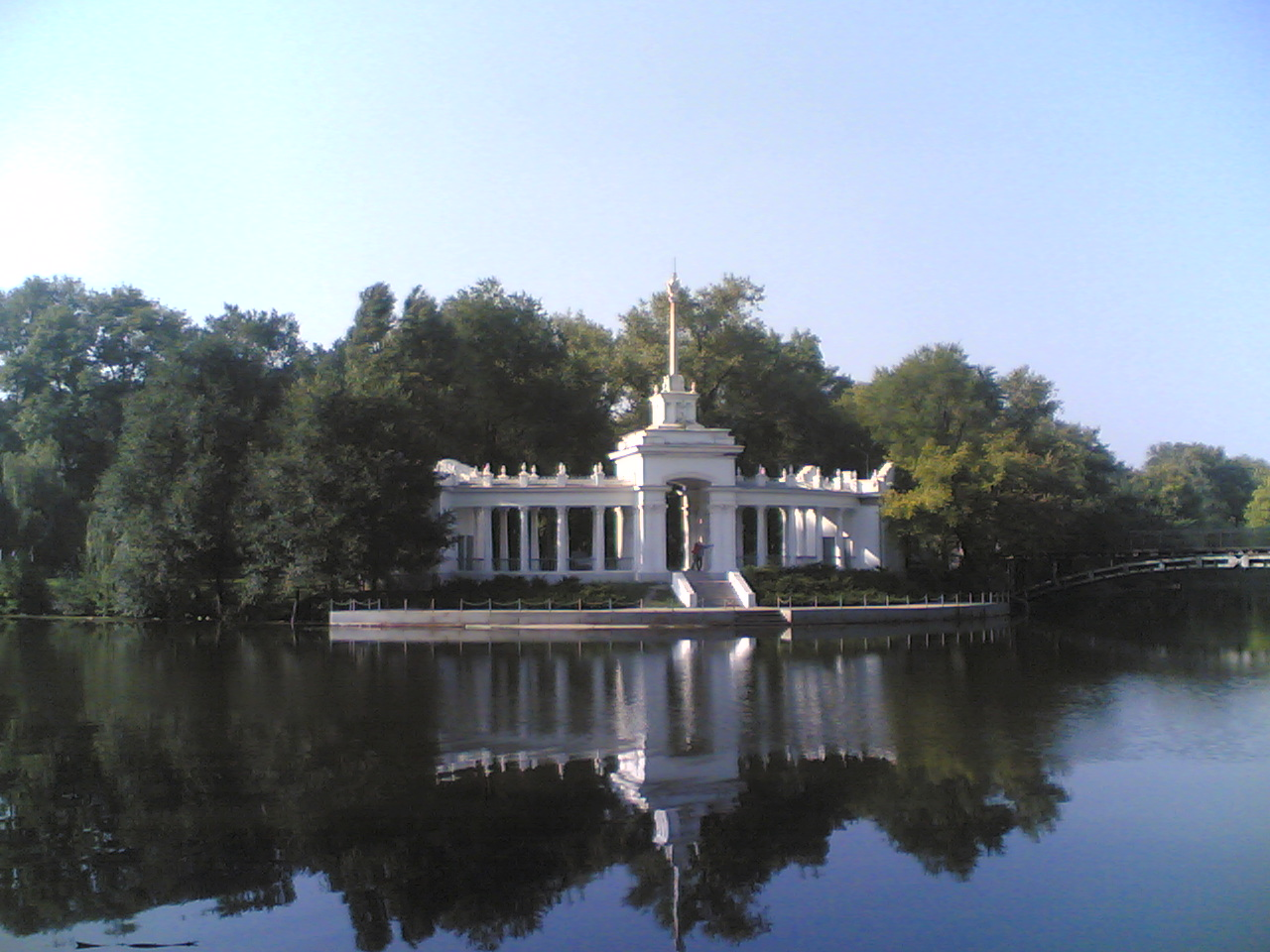
Estación en la confluencia de los ríos Inhguléts y Saksahán (Krivoy Rog)

El Inhuléts (en ucraniano: Інгулець) es un río, afluente por la derecha del Dniéper, que fluye a través de Ucrania. Tiene una longitud de 549 km y una cuenca hidrográfica de 14.870 km².
El Inhuléts tiene su fuente en las tierras altas del Dniéper en las proximidades de la ciudad de Kirovohrad en la provincia ucraniana de Kirovogrado, alrededor de 30 km del propio río Dniéper, del que fluye en paralelo. El Inhuléts luego se gira hacia el sur, donde fluye a través de los óblasts de Dnipropetrovsk, Jersón y Mykoláiv, antes de desembocar finalmente en el Dniéper aproximadamente a 30 km al este de la ciudad de Jersón. 
Cerca de la ciudad de Krivói Rog, el curso del río ha creado muchas islas de pequeño tamaño, que tienen una rica vegetación. Sin embargo, la vegetación se ve impedida por el alto nivel de contaminación del río, debido a la cercana industria minera.
Importantes afluentes del Inhuléts son el Saksahán y el Vysun. Entre las ciudades ubicadas a lo largo del río, están: Krivói Rog, Inhuléts, Snihurivka y Krivói Rog.